# Cristina López Schlichting
Cristina López Schlichting (Madrid, 2 de abril de 1965) es una periodista española con una larga carrera en los medios. Actualmente dirige Fin de Semana en la Cadena COPE, escribe dos columnas en La Razón y es contertulia en 13 TV. Ha colaborado con Antena 3, Telecinco, RTVE, Telemadrid, Cuatro e Intereconomía. Es autora de los libros Políticamente Incorrecta y Yo viví en un harén.
Forma parte del Patronato de Honor de la Fundación DENAES desde el 22 de marzo de 2006.

## Trayectoria
En su carrera como periodista ha trabajado en diversos medios de comunicación, tanto escritos (como columnista en ABC, El Mundo y La Razón) como audiovisuales.
Entre 1989 y 1995, trabajó en ABC como redactora de Internacional especializada en países del Este. Fue enviada especial a casi todos los países del telón de acero. Colaboradora de Política Exterior y 30 Días.
Entre 1995 y 1999, trabajó para ABC como reportera dominical. Viajó a Irán (1996), Israel (1996), Egipto (1996), Kurdistán Iraní (1996), Liechtenstein (1996), India (1996), Albania (1997), Alemania (1998), Estados Unidos (1998), Nicaragua (1998), Marruecos (1999) y Albania-Kosovo (1999). En la misma época, colaboró con Antena 3 TV (El primer café de Isabel San Sebastián) y Cadena SER (Hora 25 de Carlos Llamas).
Entre septiembre de 1999 y enero de 2000, dirigió la sección de Religión del diario ABC. Cubrió el Sínodo de los Obispos sobre Europa que tuvo lugar en 1999.
Entre enero de 2000 y enero de 2002, fue reportera dominical en El Mundo y contertulia en Sabor a ti de Ana Rosa Quintana (Antena 3 TV) y La Mañana de COPE de Luis Herrero y La Linterna de Federico Jiménez Losantos (Cadena COPE).
Entre enero de 2002 y 2010, dirigió el magacín La tarde con Cristina de la Cadena COPE y fue contertulia en El programa de Ana Rosa (Telecinco), Telemadrid, RTVE y 13 TV.
Actualmente y desde septiembre del 2010 dirige el programa Fin de semana de Cadena COPE, es colaboradora en El cascabel de 13TV y articulista de La Razón.

## Vida personal
Es hija de Felipe López (fallecido en 2022) e Ingeborg Schlichting, y tiene dos hermanos. Tiene tres hijos, dos varones y una mujer.

## Premios
- Premios APEI-PRTV. En 2002 en la categoría de radio.
- Premio Bravo 2003 en la categoría de radio otorgado por la Conferencia Episcopal.[5]
- Premio Agea 2004.
- Primer premio Nacional “Voces contra el Terrorismo” AVT- Verde Esperanza. Noviembre 2004
- Premio Hermes 2004 de la Asociación ATR – Alicante.
- Premio Pimiento de Oro 2005 de la Comunidad Murciana.
- Premio Jesús Mª Pedrosa 2005 por su defensa de la libertad y los valores democráticos.
- Laurel de Oro a las calidad 2005.
- Premio Portada El Distrito de Madrid 2006.
- Premio Antena de Oro en 2007 en la categoría de Radio, otorgada por la Federación de Asociaciones de Radio y Televisión de España.[6]
- En el año 2008 recibe el premio "Periodismo 8 de marzo" por la elaboración de un reportaje sobre el "mobbing" maternal emitido en su programa.
- APEI-PRTV Premio especial en su XXV Aniversario en mayo de 2008.
- En el año 2009 recibe el premio "Micrófono de Oro". Premio ATR 2001 al programa.[7]
- Premio Valores Madrina 2010.
- VI Premio Balmes de los Medios de Comunicación 2010, de la Asociación española de Pediatría.
- Premio Castillos de las Roquetas otorgado por Ayuntamiento de Roquetas de Mar.[8]

## Libros
Ha publicado los siguientes libros:
| Año  | Título                        | ISBN              | Editorial               | Otros  |
| ---- | ----------------------------- | ----------------- | ----------------------- | ------ |
| 2005 | Políticamente incorrecta      | 84-8460-50-00     | Temas de hoy            | Madrid |
| 2007 | Hablando de sexo con Cristina | 978-84-7490-861-9 | Editorial Encuentro     | Madrid |
| 2008 | Yo viví en un harén           | 9788497347334     | La esfera de los libros | Madrid |
| 2009 | Historias de la vida          | 9788493719760     | JdeJ Editores           | Madrid |
| 2017 | Los días modernos             |                   | Plaza y Janés           | Madrid |

## Controversias
Sus ataques al entorno abertzale han sido objeto de críticas y respuestas, entre otros de Pepe Rei (Ardi Beltza), al que acusó de colaborar con ETA.
En 2015 publica información sobre Pablo Iglesias en un polémico tuit acompañado una foto de este pegando carteles electorales de Nicolás Maduro. Posteriormente se reveló que se trataba de un fotomontaje. Schlichting se disculpó por no haber contrastado la información.